# Anilios aspina
Anilios aspina — вид змій родини сліпунів (Typhlopidae). Ендемік Австралії.

## Поширення і екологія
Anilios aspina відомі з двох місцевостей, розташованих в околицях Баркалдіна та Джулії-Крік в штаті Квінсленд. Вони живуть на низькотравних луках Мітчелл-Грасс-Даунсу.